# Католицька церква в Словенії
Като́лицька це́рква в Слове́нії — найбільша християнська конфесія Словенії. Складова всесвітньої Католицької церкви, яку очолює на Землі римський папа. Керується конференцією єпископів. Станом на 2004 рік у країні нараховувалося близько 1 623 000 католиків (81,27% від усього населення). Існувало 3 діоцезій, які об'єднували 803 церковних парафій.  Кількість  священиків — 1150 (з них представники секулярного духовенства — 854, члени чернечих організацій — 296), постійних дияконів — 8, монахів — 372, монахинь — 741.